# جلالیا، اتک
جلالیا (به انگلیسی: Jalalia) یک منطقهٔ مسکونی در پاکستان است که در ناحیه اتک واقع شده‌است. جلالیا ۲۵ کیلومتر مربع مساحت و ۱۰٬۰۰۰ نفر جمعیت دارد و ۲۵۳ متر بالاتر از سطح دریا واقع شده‌است.